# Yentl
Yentl är en amerikansk romantisk drama musikalfilm från 1983 i regi av Barbra Streisand, som även spelar titelrollen. Den är baserad på pjäsen med samma namn av Leah Napolin och Isaac Bashevis Singer, som i sin tur är baserad på Singers novell "Yentl the Yeshiva Boy".
Filmen hade svensk premiär 30 mars 1984. 

## Handling
Polen i början av 1900-talet. Yentl är en judisk kvinna som helst av allt vill studera judendomen och torah. Men kvinnor är inte tillåtna att studera judendomens heliga skrifter, så hon klär ut sig till man och börjar studera på ett judiskt prästseminarium. Hon blir kär i en av de andra studenterna, Avigdor, men han är kär i en annan kvinna, Hadass, och tror naturligtvis att Yentl är en man. Hadass pappa vill dock inte låta henne vara tillsammans med Avigdor, och för att Avigdor skall kunna träffa henne övertygar han Yentl om att han (hon) och Hadass skall gifta sig. 
Handlingen har vissa likheter med William Shakespeares pjäs Trettondagsafton.

## Om filmen
Filmen vann en Oscar för Bästa Musik för låten Papa, can you hear me? av Michel Legrand, Alan Bergman och Marilyn Bergman. Den vann även två Golden Globe; en för Bästa Regi och en för Bästa Film.
Barbra Streisand hade velat filmatisera Singers novell ända sedan 1968, men filmbolagen tvekade ända fram till 1983. Hon gjorde det mesta i denna film; förutom huvudrollen så svarade hon även för regi och manus samt producerade filmen. Hennes rollfigur, Yentl, antas vara 17 år gammal, Streisand hade fyllt 40, vilket gjort att vissa ansåg att hon var alltför gammal för rollen.

## Rollista i urval
- Barbra Streisand - Yentl
- Mandy Patinkin - Avigdor
- Amy Irving - Hadass
- Nehemiah Persoff - Papa
- Steven Hill - Reb Alter Vishkower
- Allan Corduner - Shimmele
- Ruth Goring - Esther Rachel
- David De Keyser - Rabbi Zalman

## Musik i filmen
All musik är komponerad av Michel Legrand, med text av Alan Bergman och Marilyn Bergman samt framförs av Barbra Streisand.
- "Where Is It Written?"
- "Papa, Can You Hear Me?"
- "This Is One of Those Moments"
- "No Wonder"
- "The Way He Makes Me Feel"
- "Tomorrow Night"
- "Will Someone Ever Look at Me That Way?"
- "No Matter What Happens"
- "A Piece of Sky"